# Jan van der Made
Johannes Albert van der Made (Rotterdam, 21 augustus 1909 – Berlijn, 8 augustus 1981) was een Nederlands schrijver en essayist. Hij was de belangrijkste en invloedrijkste literair theoreticus van de Nederlandse nationaalsocialistische letterkunde. Hij was een halfbroer van de acteur Sacco van der Made.

## Jeugdjaren
Jan van der Made was de zoon van een arts. Hij bezocht het gymnasium in Rotterdam en – nadat hij hier van school gestuurd was – voor de laatste twee klassen het lyceum in Baarn. Van jongs af aan was hij geïnteresseerd in literatuur. Op jeugdige leeftijd bewonderde hij vooral Karl May. Na de lagere school was het vooral Homerus die hem boeide. Volgens zijn eigen herinneringen namen de klassieken zijn leven in deze periode volledig in beslag. Vanaf zijn vijftiende schreef hij ook zelf gedichten, met thema's ontleend aan de Griekse mythologie. Zijn leraar Grieks op het gymnasium, de dichter J.H. Leopold, gaf hem hierbij adviezen. Naast de klassieken trok ook de middeleeuwse mystiek van Jacob Böhme zijn aandacht. In deze tijd vond tevens zijn afkeer van communistische theorieën zijn oorsprong, idealen die volgens hem tekortschoten omdat ze louter om financieel gewin draaiden. Naast zijn verachting voor het communisme groeide ook zijn aversie van het Amerikaanse grootkapitaal.

## Middelbare school en universiteit
Na zijn eindexamen begon hij een studie Chinees in Leiden. Het ministerie van Buitenlandse Zaken verschafte hem een beurs om hem voor het Nederlandse gezantschap in Peking op te leiden. Een oogziekte maakte echter na vier jaar een voortijdig einde aan zijn studie, veroorzaakt door het zeer priegelige Chinese grasschrift, een onderdeel van het lesprogramma. Naast Chinees studeerde hij ook enige tijd klassieke talen en vergelijkende theologie. In de eerste helft van de jaren dertig verwierf hij zijn inkomsten voornamelijk als vertaler. Behalve uit het Chinees vertaalde hij later ook uit het Engels en Duits, met name voor de uitgeverij Van Holkema & Warendorf. Tevens publiceerde hij verhalen en essays.

## Literair debuut
In maart 1934 debuteerde hij met een artikel over Rilke, D.H. Lawrence en Aldous Huxley in De Nieuwe Gids. In hetzelfde jaar verscheen in Groot Nederland zijn prozadebuut, een fragment van zijn eerste roman, Tweehonderd gulden voor Darja Wledinskaja. Als schrijver bleef hij in de letterkundige wereld van voor de oorlog geen onbekende verschijning. In 1937 verscheen bij Van Holkema & Warendorf zijn debuutroman, in 1938 gevolgd door een tweede roman, Pelgrimsreize, en een episch gedicht Sakota. In 1940 verscheen ten slotte de roman Het rusteloos hart. Over het algemeen werden deze werken positief ontvangen: critici als Halbo C. Kool, Henri Bruning, C.J. Kelk, Dirk Coster, Anton van Duinkerken en Walter Brandligt waren zonder voorbehoud positief. Negatief waren Menno ter Braak, Clara Eggink en E. du Perron.

## Politieke stellingname
Al in 1937 schreef Van der Made over zijn positieve houding tegenover de NSB aan Gerrit van Duyl, de vormingsleider van de NSB. Was Van der Made in zijn studententijd voornamelijk cultureel geïnteresseerd, in de tweede helft van de jaren dertig werd hij geleidelijk politiek actief. Door zijn vertaalwerk kwam hij in contact met Duitse nazi-auteurs als E.G. Kolbenheyer en Kurt Kluge, die hij ook persoonlijk leerde kennen. Reeds voor de oorlog kwam hij in de gelederen van de NSB terecht. Zo verzorgde hij in de jaren dertig onder meer op speciaal verzoek van Anton Mussert een aantal hoofdartikelen voor Volk en Vaderland, terwijl hij tevens pogingen in het werk stelde om George Kettmann van uitgeverij De Amsterdamsche Keurkamer te interesseren voor een vertaling van zijn hand van Mein Kampf.

## Nationaalsocialisme en cultuur
Na de meidagen van 1940 was Van der Made een van de initiatiefnemers om in overleg met de bezetter het Nederlandse kunstenaarsleven te reorganiseren. Met Tobie Goedewaagen en Hein von Essen woonde hij een eerste oriënterend gesprek met de Duitse afgevaardigden bij, zonder dat daarbij overigens enig resultaat bereikt werd. Toen in september van dat jaar met dat oogmerk de Nederlandse Kultuurkring werd opgericht, om op die manier een vruchtbare culturele samenwerking met de Duitsers te bewerkstelligen, werd hij echter niet uitgenodigd, ondanks zijn dringende verzoek hiertoe in november. Ondertussen knoopte hij op eigen initiatief contacten aan met de bezetter. In augustus 1940 ontving hij een uitnodiging van het Reichspropagandaministerium te Berlijn om een bezoek te brengen aan de Münchener kunsttentoonstelling. Tijdens die reis, die in september plaatsvond, werd een basis gelegd voor verdere samenwerking. Zo verschafte Van der Made in het eerste oorlogsjaar de Duitsers bijvoorbeeld inlichtingen over Nederlandse uitgeverijen, mede ook in verband met de vertaalopdrachten, die hij van de Duitsers kreeg aangeboden.
Op organisatorisch gebied kreeg hij in het eerste jaar van de bezetting geen vaste grond onder de voeten. In feite werd hij overal buiten gehouden. Ook toen men begin 1941 plannen voor de oprichting van de Kultuurkamer opstelde en er een leider voor het letterengilde aangetrokken moest worden, viste hij weer achter het net, ondanks Henri Brunings advies aan Goedewaagen om Van der Made voor deze functie aan te nemen. Bruning wees daarbij op zijn letterkundige kwaliteiten en het aanzien dat hij genoot in de letterkundige wereld. De benoeming van Van der Made zou volgens Bruning 'een ware opluchting' betekenen. Uiteindelijk werd hij belast met de taak Nederlandse auteurs voor een lidmaatschap van de Kultuurkamer te polsen, een baantje waarbij hij voor korte tijd aan het nationaalsocialistische Departement van Volksvoorlichting en Kunsten verbonden was.

## Waffen-SS
In april 1941 meldde hij zich als een van de eerste Nederlandse kunstenaars voor de Waffen-SS, waarmee hij het gekrakeel om baantjes in Nederland voorlopig achter zich liet. Hij werd aangenomen voor de SS-Freiwilligen-Standarte Nordwest. Men accepteerde daarvoor ook vrijwilligers die niet geheel aan de fysieke keuringsmaatstaven voldeden. Vermoedelijk was dat de reden waarom hij hierbij ingedeeld kon worden, aangezien hij nog steeds aan zijn oogziekte leed. Men was nu bereid, tegen de achtergrond van een naderende aanval op de Sovjet-Unie de keuringsmaatstaven wat soepeler te hanteren. Medio december keerde hij naar huis terug. Zijn grote roeping eens aan het front te strijden, was daarbij niet in vervulling gegaan. Pas in juni 1942 was er sprake van dat hij voor enige maanden naar het front zou vertrekken. Uiteindelijk werd hij definitief uit de Waffen-SS ontslagen wegens een in Rusland opgelopen sneeuwblindheid.

## Literair ideoloog van het nationaalsocialisme

### Kritieken inDe Waag
Vanaf begin 1942 behoorde hij op cultureel gebied tot de belangrijkste publicisten van de Nederlandsche SS, waarvan hij begunstigend lid was. Zijn voornaamste podium was het weekblad De Waag, waarin hij een vaste rubriek voor literaire beschouwingen had. Vrijwel wekelijks wijdde hij hierin een of twee pagina's (van het formaat van een halve krant) aan de letteren. Hij verwierf met deze kritieken niet alleen in de ogen van de SS-sympathisanten een grote reputatie op het gebied van de literatuur, maar ook in kringen van de NSB werd hij in vele opzichten als een geloofwaardig figuur beschouwd. Volgens H.M. Klomp, de bestuurder van het letterengilde, gold hij in deze periode als een veelbelovend jong talent, wiens artikelen altijd met veel belangstelling werden ontvangen. Nico de Haas schreef over zijn persoon, dat hij voor kunst de ideologische lijnen uitzette, die hieronder besproken worden. Daarbij was het echter Van der Made, die de ideeën uiteindelijk in een officieel rapport verwoordde. De wens om een nieuw nationaalsocialistisch tijdschrift voor kunst en literatuur op te richten, kwam voort uit de geringe verwachtingen die de groep steeds de indruk maakte van 'absolute eerlijkheid'.

### Een eigen podium
Toen Van der Made begin 1942, na zijn terugkeer uit de Waffen-SS, zijn publicistische werkzaamheden in Nederland hervatte en daarbij in contact kwam met een aantal sympathisanten van de Nederlandsche SS die zich groepeerden rond de tijdschriften De Waag en Storm, nam hij het initiatief om een afzonderlijk tijdschrift voor kunst en literatuur op te richten. In mei 1942 organiseerde Van der Made de eerste bijeenkomsten om over de beginselen van dat tijdschrift te beraadslagen. Tot de initiatiefnemers behoorden naast Van der Made ook Sybren Modderman en Frans Hannema, die beiden evenals Van der Made reeds als culturele medewerkers aan De Waag verbonden waren, en de beeldhouwer Johan Polet. Het was dit viertal dat in de beginfase van de Arbeidsgemeenschap voor Kunst koesterde ten aanzien van initiatieven van de kant van het Departement van Volksvoorlichting en Kunsten.

### Groot Nederland- een stoottroep in de letteren
In de periode 1943-1944 manifesteerde zich een 'SS-groep' in de Nederlandse letterkunde, dat wil zeggen een groep van nationaalsocialistische auteurs die onder SS-leiding opereerde en waarvan de voornaamste figuren een kern van overtuigde SS-leden vormden. Deze kern bestond met name uit Jan van der Made, Nico de Haas, George Kettmann, Jan van Rheenen en Steven Barends. De groep ontwikkelde zich binnen het kader van de Arbeidsgemeenschap voor Kunst, een mantelorganisatie van de Germaanse SS in Nederland en stond indirect onder leiding van Henk Feldmeijer. De auteurs beschouwden zichzelf als een 'stoottroep' in de letterkunde, als de pioniers die in Nederland de fundamenten voor een nieuwe nationaalsocialistische kunst en literatuur moesten gaan leggen. Behalve letterkundigen maakten ook onder meer de beeldhouwer Johan Polet, de muziekcriticus Hendrik Lindt, de redacteur van De Waag Sybren Modderman en de uitgever Reinier van Houten deel uit van de organisatie. Op literair gebied waren Jan van der Made, Nico de Haas en George Kettmann echter de voornaamste figuren. Hun podium zou het tijdschrift Groot Nederland worden. Dit tijdschrift werd in het voorjaar van 1943 genazificeerd, de oude redactie werd aan de kant geschoven en de Gideonsbende van Van der Made c.s. nam het roer over.

### Theoretische uitgangspunten
Het ombuigen van de Nederlandse letterkunde in volkse zin betekende dat er voor ontaarde kunst geen plaats meer was. Deze ontaarde kunst zag Van der Made als een product van het burgerlijk individu, dat zich sinds de opkomst van de derde stand in de Middeleeuwen een weg had gebaand en er uiteindelijk in geslaagd was het geestelijk klimaat in Europa volledig te overheersen. Kenmerken van de Nederlandse literatuur die hij aan de overwinning van het burgerdom verbonden waren, bijvoorbeeld individualisme, intellectualisme, materialisme, scepticisme en freudianisme. Als voornaamste vertegenwoordiger van dit degeneratieproces in de cultuur beschouwde hij Marcellus Emants maar ook auteurs als Vestdijk, Du Perron, Ed. Hoornik, Jac. van Hattum en Den Brabander bewogen zich voor hem op dit terrein, hoewel hij die auteurs literaire kwaliteiten niet ontzeggen wilde. De heerschappij van het burgerdom gaf een verbrokkeld wereldbeeld te zien, dat zich in de samenleving tevens uitte in de opkomst van de liberale geldmaatschappij, terwijl men bovendien kan vermoeden dat hij in het communisme dezelfde materialistische geest vertegenwoordigd vond.
Tot het 'grote en edele in Europa' behoorden in Nederland naast de bekende Derde-Rijk-auteurs als Kettmann, Bruning en Barends ook auteurs als Roland Holst, Arthur van Schendel, Nine van der Schaaf, Bertus Aafjes, Marsman, J.W.F. Werumeus Buning, P.C. Boutens en anderen, die hij in zijn kritieken in De waag positief beoordeelde. Het volkse van een auteur hing geenszins af van het politieke standpunt dat een auteur tijdens de bezetting innam. Evenmin als nationaalsocialisten volgens Van der Made per definitie edele kunst voortbrachten, kon het werk van tegenstanders niet zonder meer afgewezen worden. Alle grote kunst droeg volgens Van der Made wel iets van het volkse in zich, terwijl er zich anderzijds in het nieuwe systeem elementen opdrongen, wier producten de kwalificatie 'kunst' niet eens meer waardig waren. Van der Mades opvattingen over literatuurkritiek staan in het teken van een aristocratisch-elitaire levensbeschouwing. Volkse kunst was naar zijn mening doorgaans iets heel anders dan volkskunst, in de betekenis van: toegankelijk voor de massa. Een dichter als Boutens kon daarom ondanks zijn moeilijkheidsgraad zonder meer tot de volkse kunstenaars gerekend worden, vond Van der Made.

## De ineenstorting
Hij vertrok in april 1945 voor de derde maal naar het oostfront. Iedereen mocht nu immers onder de wapenen, ook de ongeschikten. Met een aantal NSKK-mannen verdween hij richting Duitsland. De werken van onder meer Shakespeare, Hölderlin en Nietzsche nam hij volgens zijn herinneringen mee. Literatuur en liefde voor de oorlog waren voor hem immers nauw met elkaar verweven. Deze keer kwam hij ook daadwerkelijk terecht bij de gevechtshandelingen. Volgens zijn notities maakten granaatsplinters in zijn benen ten slotte voor hem een einde aan de oorlog. Later merkte hij in een brief op dat zijn 'Shakespeare' vol bloed was geraakt. Ook na de overgave bleef hij maar meteen zijn heil zoeken aan gene zijde van de Nederlandse grens, met achterlating van al zijn have en goed in zijn huis in Norg. Met slechts een kar vol spullen zwierf hij enige maanden met zijn gezin door Duitsland, om uiteindelijk in de buurt van Würzburg met valse papieren en een nieuwe naam neer te strijken.

## Naoorlogs literair leven
In het begin van de jaren vijftig begon hij weer te schrijven. Publicaties van zijn hand verschenen in de literair-culturele periodieken Klüter Blätter en Nation Europa, beide tijdschriften waarin hij de lijn van Groot Nederland en De waag kon voortzetten. Omstreeks 1954 zette hij zich nog in het bijzonder in voor de opvang van voormalige Nederlandse vrijwilligers, die toen uit Siberische kampen terugkeerden. In dezelfde tijd werd hij echter getroffen door tuberculose, waardoor hij volstrekt brodeloos werd. Als staatloos burger kon hij immers op geen enkele voorziening aanspraak maken. In deze periode trachtte hij weer een plaats in de Nederlandse letterkunde te bemachtigen. Niet alleen hadden zijn relaties met Bruning en Jan van Rheenen standgehouden, ook een aantal andere Nederlandse letterkundigen was hem kennelijk welgezind gebleven, ondanks alle meningsverschillen.
In 1955 was er sprake van dat er een nieuwe roman van Van der Made met bemiddeling van Roland Holst bij Van Holkema & Warendorf zou worden uitgegeven. 'Voor de moeite die u zich inmiddels voor mij hebt getroost, dank ik U ten zeerste', schrijft hij in een brief van 12 juli 1955 aan Roland Holst, 'Uw aanbod bij Van Holkema & Warendorf op een uitgave aan te dringen, heeft mij zeer getroffen'. Ondanks de sympathie die sommige letterkundigen voor hem hadden, vond de verschijning van de roman echter toch geen doorgang, waarschijnlijk mede omdat hij de schijn wekte minstens zo radicale nationaalsocialistische standpunten te huldigen als hij voorheen deed. Wanneer hij echter omstreeks 1980 enkele herinneringen op schrift stelt, schrijft hij dat hij na de bevrijding weliswaar de Nederlandse justitie was ontsnapt, maar nieuwe agitatie in Duitsland hem alsnog in de gevangenis had doen belanden, eenmaal zelfs voor zes maanden. In gevangenschap werd hij volgens zijn mededelingen herhaaldelijk mishandeld, altijd door Joden, meende hij. In 1981 stierf hij in Berlijn.